# Llansantffraid, Powys
Llansantffraid är en community i Storbritannien.   Den ligger i kommunen Powys och riksdelen Wales, i den södra delen av landet, 250 km nordväst om huvudstaden London.
Communityn består av orten Llansantffraid-ym-Mechain med omgivande landsbygd.